# Rappresentabilità
Nella logica matematica il concetto di rappresentabilità di una funzione o di un predicato è relativo alle teorie formali dell'aritmetica, ovvero alle teorie del primo ordine che hanno come linguaggio il linguaggio dell'aritmetica del primo ordine e che quindi ammettono come modello la struttura dei numeri naturali dotati delle operazioni di addizione e moltiplicazione. Esempi di tali teorie sono l'aritmetica di Peano e l'aritmetica di Robinson.
L'idea di un insieme rappresentabile da una teoria aritmetica T è quella di un insieme per il quale
- esiste una formula che esprime l'insieme nel linguaggio di T
- dato un qualunque numero è possibile "farsi dire" dalla teoria T se questo appartiene o no all'insieme.

Un discorso analogo vale per le funzioni rappresentabili.

## Definizione
Nel linguaggio dell'aritmetica del primo ordine esistono dei termini "standard" per denotare i numeri naturali chiamati numerali:
0 è il numerale del numero zero
S(0) è il numerale del numero 1
S(S(0)) è il numerale del numero 2
...e così via...
Se indichiamo con Sn(0) il termine S(S(S(...S(S(0)))...))) in cui il simbolo S compare n volte possiamo dire che Sn(0) è il numerale del numero n.
Possiamo ora dare la seguente definizione:
Dato un sottoinsieme {\displaystyle U} dell'insieme N dei numeri naturali diremo che {\displaystyle U} è rappresentabile in T se
- esiste una formula ben formata φ(x) con una variabile libera che lo esprime;
- per ogni numero naturale {\displaystyle n} si ha che
  - se {\displaystyle n\in U} allora φ(Sn(0)) è dimostrabile in T
  - se {\displaystyle n\notin U} allora {\displaystyle \neg }φ(Sn(0)) è dimostrabile in T

La nozione di rappresentabilità si può estendere anche a sottoinsiemi di Nk e quindi a relazioni a k argomenti. In tal caso la formula che le rappresenta dovrà avere k variabili libere.

### Esempi
- L'insieme U={0} costituito dal solo numero 0 è esprimibile mediante la formula
{\displaystyle \varphi (x):\equiv (x=0)}

e mediante tale formula è anche rappresentabile nell'Aritmetica di Robinson, infatti se n∈U cioè n=0 allora la formula
{\displaystyle \varphi (0)\equiv (0=0)}
è dimostrabile essendo una istanza degli assiomi per l'uguaglianza, se invece n≠0 allora la formula
{\displaystyle \neg \varphi (S^{n}(0))\equiv \neg (S^{n}(0)=0)\equiv \neg (S(S(...S(0)...))=0)}
è dimostrabile sfruttando l'assioma (Q1) (dagli assiomi propri dell'Aritmetica di Robinson), l'assioma (L5) degli assiomi logici ed il modus ponens. Dunque per U è verificata la definizione di insieme rappresentabile nell'Aritmetica di Robinson.
- L'insieme U=N è rappresentabile in qualsiasi teoria che includa tra i propri assiomi gli assiomi logici. Per esprimere e rappresentare l'insieme N è sufficiente una qualsiasi tautologia, infatti le tautologie sono tutte dimostrabili a mediante i soli assiomi logici.

- L'insieme vuoto è rappresentabile in qualsiasi teoria che includa tra i propri assiomi gli assiomi logici. Per esprimere e rappresentare l'insieme vuoto è sufficiente una qualsiasi contraddizione, infatti le tautologie sono tutte dimostrabili a mediante i soli assiomi logici.

- Si può dimostrare che qualsiasi insieme ricorsivo è rappresentabile nell'Aritmetica di Robinson e quindi anche nell'Aritmetica di Peano.

## Rappresentare funzioni
Per una funzione
{\displaystyle f:\mathbb {N} \to \mathbb {N} }
ci sono due nozioni di rappresentabilità:
La funzione f si dice debolmente rappresentabile nella teoria aritmetica T se
- esiste una formula ben formata φ(y,x) con 2 variabili libere che esprime la relazione y=f(x);
- per ogni coppia di numeri naturali n e m si ha che
  - se n=f(m) allora φ(Sn(0),Sm(0)) è dimostrabile in T
  - se n≠f(m) allora {\displaystyle \neg }φ(Sn(0),Sm(0)) è dimostrabile in T.

Dunque una funzione f è debolmente rappresentabile se il suo grafico è rappresentabile come insieme.
La funzione f si dice fortemente rappresentabile in T o rappresentabile come funzione se assieme alle condizioni precedenti vale anche la condizione aggiuntiva:
- per ogni numero naturale m è dimostrabile in T la formula

{\displaystyle \exists y(\varphi (y,S^{m}(0))\land \forall z(\varphi (y,S^{m}(0))\to (z=y)))}
Tale formula traduce il fatto che la relazione y=f(x) espressa dalla formula φ(y,x) si comporta sul numero m come una funzione, cioè dato l'elemento m del dominio esiste un unico elemento y del codominio che è in relazione con m.
Le nozioni di rappresentabilità appena esposte si generalizzano facilmente a funzioni definite su Nk anziché su N.